# Tephrina assimilaria
Tephrina assimilaria är en fjärilsart som beskrevs av Jules Pièrre Rambur 1833. Tephrina assimilaria ingår i släktet Tephrina och familjen mätare. Inga underarter finns listade i Catalogue of Life.